# Bhujia

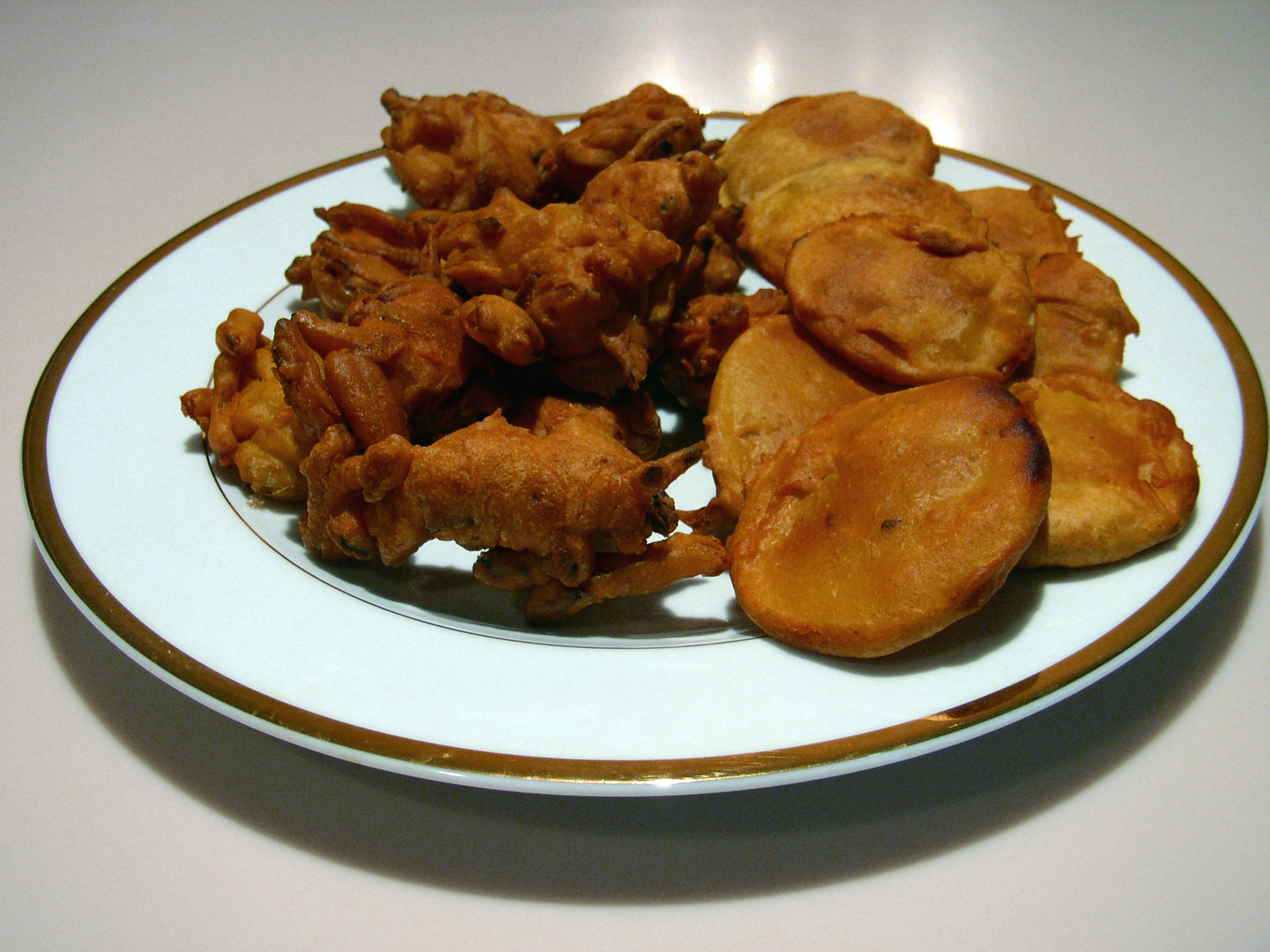
Un plato de cebollas bhaji (izquierda) con pakoras de patata.

 Bhujia o Aloo Bhujia es una especialidad de la India, en concreto del norte del país, que consiste en una especie de aperitivo de cebollas y patatas fritas. Existe una cantidad innumerable de posibles recetas a lo largo de la India. Se suele tomar como acompañamiento de otros alimentos, pero se ha hecho muy popular en la India como aperitivo que se toma solo. La receta básica es muy sencilla, consiste en picar unas cebollas y rebozarlas en harina de arroz o harina de garbanzos (a menudo se le incluyen algunas hierbas) y se ponen a freír hasta que cobran un color dorado.